# تران دوك ديواونغ
تران دوك ديواونغ هو لاعب كرة قدم فيتنامي في مركز الوسط، ولد في 2 مايو 1983 في فيتنام. شارك مع منتخب فيتنام لكرة القدم. أما مع النوادي، فقد لعب مع نادي هوانغ آنه جيا لاي.

## وصلات خارجية
- تران دوك ديواونغ على موقع قاعدة بيانات كرة القدم.إي يو (الإنجليزية)
- تران دوك ديواونغ على موقع ناشيونال فوتبول تيمز (الإنجليزية)
- تران دوك ديواونغ على موقع Soccerway.com (الإنجليزية)